# IC 3362
IC 3362 ist eine Spiralgalaxie vom Hubble-Typ S im Sternbild Coma Berenices am Nordsternhimmel. Sie ist schätzungsweise 301 Millionen Lichtjahre von der Milchstraße entfernt und hat einen Durchmesser von etwa 45.000 Lichtjahren.

Im selben Himmelsareal befinden sich u. a. die Galaxien IC 3336, IC 3367, IC 3376, IC 3380.
Das Objekt wurde am 23. März 1903 von Max Wolf entdeckt.